# Гордий

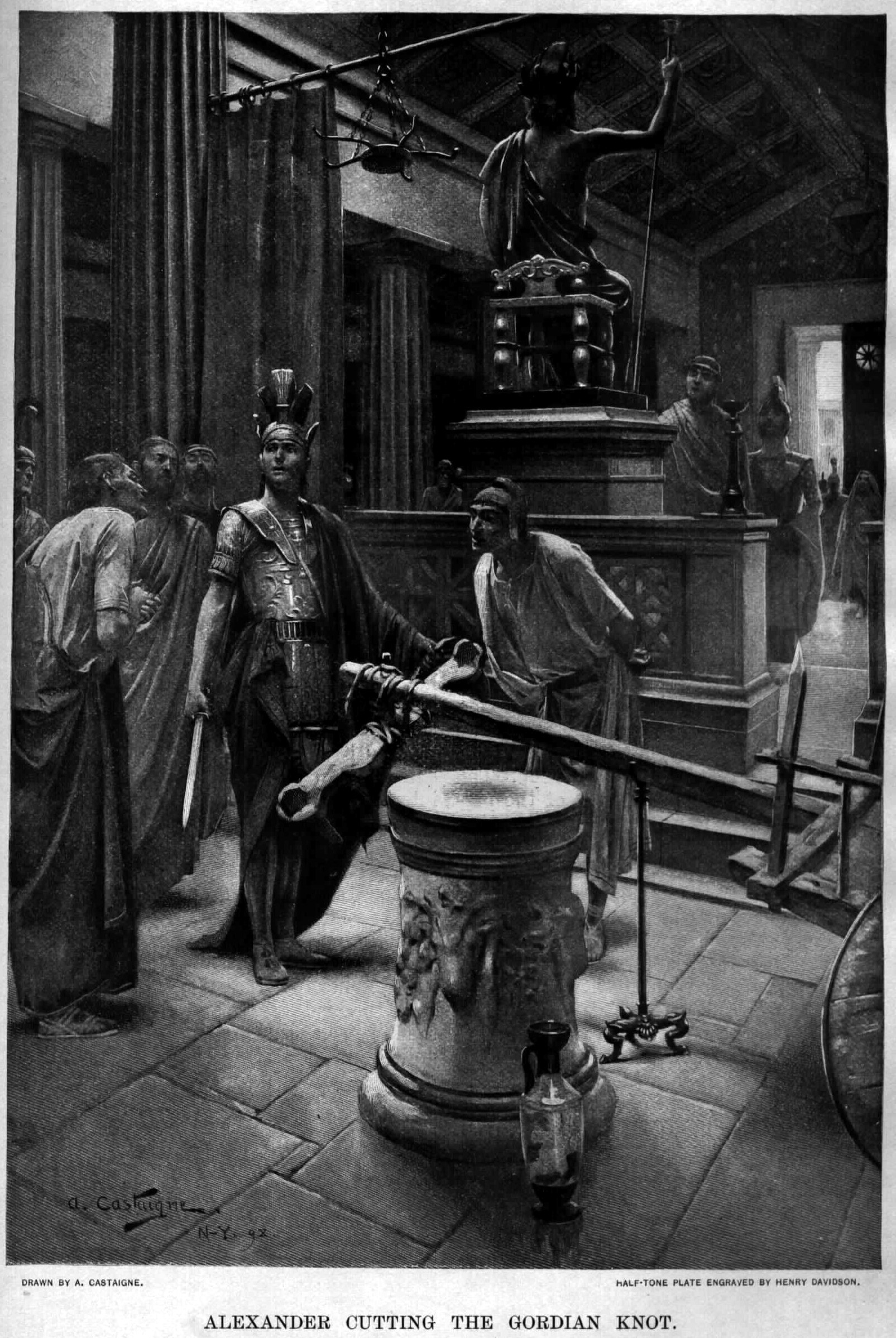
Александр Великий перед гордиевым узлом

Го́рдий (др.-греч. Γορδιάς, Γόρδιος, лат. Gordias, Gordius) — имя многих фригийских царей. В древнегреческой мифологии царь Фригии. Приёмный отец Мидаса.
Был землепашцем. Царскую власть ему предвещали птицы, после чего он отправился в храм Зевса и стал царём. Согласно преданию, основал на берегу Сангария город Гордион, ставший столицей фригийских царей.
Его женой стала девушка, обученная искусству гадания. Свою повозку он поставил в храме Зевса в городе Гордионе, завязав на ней очень запутанный узел, по его имени названный гордиевым.